# Useless
Useless è un singolo del gruppo musicale britannico Depeche Mode, pubblicato il 20 ottobre 1997 come quarto estratto dal nono album in studio Ultra.

## Descrizione
Il brano è tra i più rock dell'album, pur caratterizzato da una base di ispirazione trip hop. Alla sua realizzazione hanno preso parte anche alcuni musicisti ospiti, tra cui il batterista Gota Yashiki, il bassista Doug Wimbish e il percussionista Danny Cummings, conferendo una certa aticipità nella struttura musicale rispetto alle passate produzioni dei Depeche Mode.

## Promozione
Useless è stato distribuito nel mercato europeo nell'ottobre 1997 attraverso la Mute Records, mentre per quanto ne concerne quello statunitense è stato commercializzato sotto forma di doppio singolo con il precedente Home, in quanto la Reprise Records si era trovata a cancellare la pubblicazione di quest'ultimo dal momento che le emittenti radiofoniche degli Stati Uniti d'America in quel periodo avevano iniziato a trasmettere Useless al posto di Home.

## Video musicale
Il video è stato diretto da Anton Corbijn, segnando l'ultimo video girato da quest'ultimo fino al 2006 (quando è stato chiamato per realizzare quello per Suffer Well, tratto da Playing the Angel). Esso mostra il trio arrivare su una montagna a bordo di una Ford Cortina gialla caratterizzata da una U sulla fiancata. Il primo a scendere è Dave Gahan, che canta il brano per tutta la sua durata, seguito da Martin Gore e Andrew Fletcher con in mano un bicchiere d'acqua che consegna a Gahan per poi dirigersi a prendere il basso.
Durante il filmato appaiono anche un anziano contadino con un asino e una persona con indosso un cartello recitante Useless e che consegna un volantino a Gahan. Negli ultimi tre secondi appare anche una ragazza bionda vestita di nero.

## Tracce
Testi e musiche di Martin L. Gore.
CD – parte 1 (Europa)
1. Useless (Remix) – 4:53
2. Useless (Escape from Wherever: Parts 1 & 2!) – 7:17
3. Useless (Cosmic Blues Mix) – 6:57
4. Barrel of a Gun (Video) – 5:32

CD – parte 2 (Europa)
1. Useless (CJ Bolland Ultrasonar Mix) – 6:03
2. Useless (The Kruder + Dorfmeister Session) – 9:10
3. Useless (Live) – 5:21
4. It's No Good (Video) – 4:22

12" (Regno Unito)
- Lato A

1. Useless (The Kruder + Dorfmeister Session) – 9:10

- Lato B

1. Useless (CJ Bolland Funky Sub Mix) – 5:38
2. Useless (Air 20 Mix) – 7:56

7" (Stati Uniti) – Home/Useless
- Lato A

1. Home – 5:46

- Lato B

1. Useless (Remix) – 4:06

CD (Stati Uniti) – Home/Useless
1. Home – 5:46
2. Home (Air "Around The Golf" Remix) – 3:58
3. Useless (Remix) – 4:06

CD maxi (Stati Uniti) – Home/Useless
1. Home – 5:46
2. Home (Grantby Mix) – 4:38
3. Home (LFO Meant to Be) – 4:26
4. Home (The Noodles & the Damage Done) – 6:22
5. Useless (CJ Bolland Ultrasonar Extended Mix) – 6:00
6. Useless (CJ Bolland Funky Sub Mix) – 5:38
7. Useless (Kruder + Dorfmeister Session™) – 9:11
8. Useless (Escape from Wherever: Parts 1 & 2) – 7:15
9. Barrel of a Gun (Video)
10. It's No Good (Video)
11. Home (Video)
12. Useless (Video)

## Formazione
Hanno partecipato alle registrazioni, secondo le note di copertina di Ultra:
Gruppo
- David Gahan – voce
- Andrew Fletcher – strumentazione
- Martin Gore – strumentazione, voce

Altri musicisti
- Kerry Hopwood – programmazione
- Dave Clayton – tastiera, programmazione tastiera
- Gota Yashiki – batteria
- Keith LeBlanc – batteria
- Danny Cummings – percussioni
- Doug Wimbish – basso

Produzione
- Tim Simenon – produzione, missaggio
- Q – missaggio, ingegneria del suono
- Paul Hicks – assistenza tecnica
- Guy Massey – assistenza tecnica
- Lee Fitzgerald – assistenza tecnica
- Tom Rixton – assistenza tecnica
- Gary Forde – assistenza tecnica
- Lee Phillips – assistenza tecnica
- Jamie Campbell – assistenza tecnica
- Jim – assistenza tecnica
- Greg – assistenza tecnica
- Audie Chamberlain – assistenza tecnica
- Robbie Kazandjian – assistenza tecnica
- Mike Marsh – mastering
- Anton Corbijn – direzione artistica, fotografia, copertina principale
- Brian Dowling – stampa dei colori
- Area – design interni

## Classifiche
| Classifica (1997)                 | Posizione massima |
| --------------------------------- | ----------------- |
| Finlandia                         | 17                |
| Germania                          | 16                |
| Italia                            | 10                |
| Regno Unito                       | 28                |
| Stati Uniti (dance singles sales) | 15                |
| Svezia                            | 16                |